# Samar-brilslang
De Samar-brilslang (Naja samarensis) is een giftige slang die behoort tot de familie koraalslangachtigen (Elapidae). Het is een van de typische cobra's uit het geslacht echte cobra's (Naja). 

## Naam en indeling
De wetenschappelijke naam van de soort werd voor het eerst voorgesteld door Wilhelm Peters in 1861. Oorspronkelijk werd de wetenschappelijke naam Naja tripudians var. samarensis gebruikt.
De soort werd lange tijd beschouwd als een ondersoort van de brilslang (Naja naja). 

## Uiterlijke kenmerken
De Samar-brilslang is een relatief kleine cobra. De slang bereikt zelden een lichaamslengte van 1 tot 1,2 meter. De lichaamskleur is donkerblauw tot zwart met felgekleurde vlekken. Bij de ondersoort in de Visayas zijn dit gele vlekken en bij die op Mindanao oranje. Zoals alle cobra’s heeft ook de Samar-brilslang de kenmerkende wangflappen.

## Verspreiding en habitat
De Samar-brilslang komt endemisch voor op de Filipijnse eilanden Samar, Leyte en Bohol in het centraal gelegen Visayas en op de zuidelijke eilanden Camiguin en Mindanao. De Samar-brilslang leeft bij voorkeur in enigszins vochtige bossen en oerwouden met een dichte bodemvegetatie. Daarnaast komt de slang ook wel in gecultiveerde gebieden voor, zoals akkers, weilanden, plantages en landelijke tuinen, vanwege het daar aanwezige voedsel. De soort is aangetroffen van zeeniveau tot op een hoogte van ongeveer 800 meter boven zeeniveau. 

## Levenswijze
De Samar-brilslang gaat met name in de schemering of ’s nachts op zoek naar kleine prooidieren als vogels, hagedissen, kikkers, slangen en kleine zoogdieren.

## Gif
Het gif van de Samar-brilslang veroorzaakt hevige pijn, die ook pas na enkele uren kan beginnen. Er ontstaat na twee tot drie uur een lokale zwelling met blaasjes en een necrotische korst (afgestorven weefsel). Neurologische effecten van het gif kunnen zijn neerhangende oogleden (ptosis), bewegelijkheidsdefect van de oogspieren (oftalmoplegie), spraakproblemen, (dysartrie), problemen met slikken (dysfagie), verlamming van de skeletspieren, zoals de borstkas-spieren die gebruikt worden voor de ademhaling (met ademhalingsproblemen tot gevolg). Andere symptomen zijn onderdruk (hypotensie) in de slagaders, buikpijn, braken en slaperigheid. Er bestaat geen tegengif tegen een beet van deze slang.
De Samar-brilslang is een van de cobrasoorten die het gif ook kan spugen en mikt hierbij op het gelaat. Indien het gif in de ogen terechtkomt veroorzaakt dit een brandend gevoel. Indien het gif niet weggespoeld wordt, kan schade aan het bindvlies en zelfs permanente blindheid ontstaan. Het wegspoelen gaat het beste met melk. Melk neutraliseert het gif en werkt goed tegen het brandende gevoel.

## Beschermingsstatus
Door de internationale natuurbeschermingsorganisatie IUCN is de beschermingsstatus 'niet bedreigd' toegewezen (Least Concern of LC).